# Kermesidae
Kermesidae (Signoret, 1875) è una piccola famiglia di insetti appartenente all'ordine dei Rincoti Omotteri, superfamiglia Coccoidea. Per la caratteristica forma sferica, le femmine mature erano in passato scambiate per galle.

## Descrizione
L'aspetto delle femmine cambia nel tempo in relazione alla deposizione delle uova. Inizialmente, le femmine mature hanno una forma compressa in senso dorso-ventrale e un profilo subcircolare alla vista dall'alto, sono frequenti ornamenti cromatici che tendono però a sparire nel tempo. Queste specie non producono un ovisacco, bensì depongono le uova in una camera compresa fra il loro corpo e il substrato su cui si erano insediate. Con il procedere delle deposizioni, il profilo dorsale diventa sempre più convesso fino a diventare semisferico o addirittura subsferico. Nelle forme giovani si ha una limitata produzione di cera, ma questa scompare nelle femmine mature.
La neotenia delle femmine è marcata: le antenne e le zampe sono rudimentali e scompare la metameria. Il rostro è formato da tre articoli. L'apertura anale è circondata da un anello sclerificato privo di setole, ma quest'ultimo può essere infossato fra i lobi anali, che sono invece setolosi. Il carattere morfologico peculiare di questa famiglia è la presenza di una fitta serie di dotti tubulari invaginati, sulla faccia ventrale, che si dispongono formando una fascia che decorre parallelamente al margine a ferro di cavallo.
Il maschio è alato, provvisto del solo paio di ali anteriori, con due lunghi filamenti di cera che partono dall'estremità caudale dell'addome.

## Biologia
I Kermesidae sono quasi tutti associati a piante del genere Quercus, con l'eccezione del genere Eriokermes, associato ai ginepri; le specie di cui si conosce la biologia svolgono un ciclo con una sola generazione l'anno.
Le uova sono deposte in estate e le neanidi fuoriescono dalla parte posteriore del corpo della madre. Lo svernamento ha luogo nelle screpolature della corteccia dei rami e del fusto allo stadio di neanide di 1ª o 2ª età. In primavera si verificano vari comportamenti: in genere, comunque, le neanidi delle femmine migrano sui nuovi germogli, mentre i maschi completano il loro sviluppo nei siti di svernamento. Lo sviluppo postembrionale si completa in 4 stadi nelle femmine e in 5 nei maschi.
Gli adulti compaiono tra la fine della primavera e l'inizio dell'estate. Dopo gli accoppiamenti, le femmine si sviluppano rapidamente assumendo la forma globosa tipica delle forme ovigere. Una sola femmina può deporre anche 3000 uova.

## Sistematica
La famiglia comprende quasi un centinaio di specie ripartite fra i seguenti generi:
- Allokermes
- Eriokermes
- Fulbrightia
- Kermes
- Nanokermes
- Nidularia
- Olliffiella
- Physeriococcus
- Reynvaania
- Sucinikermes

## Distribuzione
I Kermesidae sono distribuiti esclusivamente nell'emisfero boreale. La maggior parte delle specie è diffusa nella regione paleartica e in quella neartica. Poco più di 20 specie sono rappresentate anche nella regione orientale, mentre in quella afrotropicale è presente solo l'Eriokermes juniperinus, associata a piante del genere Juniperus. Nessun kermesidae è invece presente nelle altre regioni.
In Italia sono rappresentate le specie Nidularia pulvinaria e sei specie di Kermes, fra cui Kermes vermilio e Kermes ilicis.

## Utilizzi
Un particolare interesse ha riscosso in passato la specie Kermes vermilio, nota con diversi nomi comuni (chermococco, grana, vermiglio delle querce). Questa specie veniva raccolta, essiccata e polverizzata per usarla in tintoria come colorante (grana di Kermes o grana di scarlatto). Lo stesso colorante era usato per conferire la colorazione all'alchermes, uno dei liquori di maggior impiego in pasticceria. In tintoria era usata anche la cocciniglia Kermes ilicis.
Questi impieghi hanno oggi perso del tutto importanza.